# 고재균
고재균(1972년 3월 14일 ~)은 대한민국의 성우이다. 2000년 KBS 28기 공채 성우로 데뷔하였다.

## 주요 출연작품

### 애니메이션
- 고스트 바둑왕 (KBS) - TV 해설가
- 은하공주 디지캐럿 (KBS) - 존
- 원피스 (KBS) - 조나단
- 태극천자문 (KBS) - 바르그
- 수퍼로봇몽키 (챔프) - 스팍스
- 조이드 신세기제로 (챔프) - 네고로
- 유희왕 GX (챔프) - 하대웅
- 애니멘터리 한국설화 (KBS)

### 애니메이션 영화
- 왕의 수염 (KBS)
- 엘시드 (KBS) - 가르세스
- 신밧드: 7대양의 전설 (KBS) - 하산

### 영화
- 미션 임파서블: 로그네이션(KBS) - 영국 총리(톰 홀랜더) / 위원회 의장(나이젤 바버)
- 향수: 어느 살인자의 이야기 (KBS) - 해설(존 허트)
- 더 록 (SBS)
- 쥬라기 공원 3 (KBS) - 내시(브루스 A. 영)
- 무간도 (KBS) - 경찰(증건용) / 뚱보
- 레지던트 이블 (KBS) - 그레이(라이언 매컬스키)
- 블랙 호크 다운 (KBS) - 커스(가브리엘 카세우스) / 군인(매슈 마즈든) / 블랙호크 조종사(파벨 보쿰)
- 비상근무 (KBS) - 존
- 레이디스 앤 젠틀맨 (KBS) - 지배인
- 슬립워커 (KBS) - 부동산업자
- 브라더스 (KBS) - 통
- 일곱가지 유혹 (SBS)
- 피스메이커 (SBS) - 슈마처(알렉산더 스트로벨) / 비치(마이클 보트먼)
- 재회 (KBS)
- 엑스페리먼트 (KBS) - 보시(안톤 모놋 주니어) / 편집장(우베 로데)
- 키드 (KBS) - 변호사(스티브 톰)
- 하프 어 챈스 (KBS)
- 케인호의 반란 (KBS) - 페인터 중위
- 디 엣지 (SBS)
- 라간 (KBS) - 해설 / 람씽
- 나의 그리스식 웨딩 (SBS) - 로드니 (브루스 그레이)
- 6번째 날 (KBS) - 빈센트 (테리 크루스)
- 깝스 (SBS)
- 대단한 유혹 (KBS)
- 다크 블루 (KBS)
- 미트 페어런츠 (KBS) - 항공사 직원(존 엘슨)
- 크로우3 (KBS)
- 택시 3 (KBS)
- 디스터번스 (KBS)
- 풀 타임 킬러 (SBS)
- 코렐리의 만돌린 (KBS)
- 그녀에게 (KBS) - 리디아의 언니의 남편(카를로스 가르시아 캄페로)
- 파 프롬 헤븐 (KBS)
- 마운틴 패트롤 (KBS) - 낚시꾼
- 모스맨 (SBS)
- 어페어 오브 더 넥클리스 (SBS) - 법무대신 (사이먼 쿤츠)
- 퀸 오브 뱀파이어 (SBS) - 데이빗 (폴 맥갠)
- 노 맨스 랜드 (KBS)
- 플루토에서 아침을 (KBS) - 존(브렌단 글리슨) / 주교(톰 힉키) / 아나운서
- 디어 마이 베이비 (KBS)
- 친밀한 적 (KBS) - 군인(티모시 마네스)
- 사랑해, 파리 (KBS) - 판매원의 사장 / 켄(라이오넬 드레이)
- 업 클로즈 앤 퍼스널 (KBS) - 톰 오어 (제임스 캐런)
- 본 아이덴티티 (KBS) - 지안카를로(오르소 마리아 구에리니)
- 자유로운 세계 (KBS) - 제리(라도스와프 카임)
- 스타워즈 에피소드 4: 새로운 희망(KBS) - 반란군(윌리엄 훗킨스) / 제국군
- 파이널 디씨전 (KBS) - 기장(레이 베이커)
- 클리프행어 (SBS) - 브레드(트레이 브라우넬) / 조종사(던컨 프렌티스)
- 집행자 (SBS) - 쿠조(아담 골드버그)
- 디트로이트 락 시티 (KBS)

### 외화
- 메디컬 인베스티게이션 (PSB) - 프랭크 포웰(트로이 윈버쉬)
- 브렉시트: 치열한 전쟁 (KBS) - 데이비드 캐머런(본인) / 버나드 젠킨(팀 맥멀런)

### 다큐멘터리
- KBS 스페셜 (KBS)
- KBS 역사기행 (KBS)
- 신 실크로드 10부작 (KBS)
- 한국의 미 (KBS)
- 아버지의 나라 (KBS)
- 수요기획 (KBS)
- KBS 심야토론 (KBS)
- MBC 스페셜 (MBC)
- MBC 심야스페셜 (MBC)
- SBS 스페셜 (SBS)
- 환경스페셜 (KBS)
- 낭독의 발견 (KBS)
- TV 책을 말하다 (KBS)
- 히딩크에게 듣는다 대한민국 16강 해법은? (KBS)
- 긴급입수 김정일, 금지된 과거 (KBS)
- 지구와 우주 (KBS)
- 명의 (EBS)
- 이슬람 문화기행 (EBS)
- 다큐프라임 (EBS)
- 다큐10 (EBS) 인체 그 신비한 여정을 좇아서 2부작
- 다큐10 (EBS) 불임치료, 그 현장에 가다 - 인생 최고의 선물
- 우리에게 인터넷은 무엇인가 클릭! 아름다운 인터넷 세상 (EBS)

### 라디오
- 환타지 특급 - 드래곤 라자 (KBS) - 노인 / 레니 아빠 / 발록 / 휴리첼
- 해상왕 장보고 (KBS) - 장보고
- 라디오 여행기(곽재구의 포구기행) (KBS)
- 라디오 여행기(이두영의 신화보다 아름다운 그리스) (KBS)